# Twaalf Apostelenboom (Ter Apel)

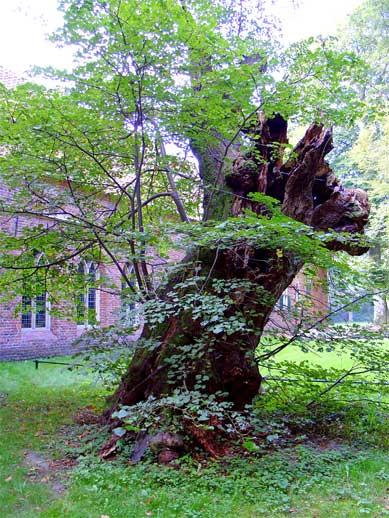
De Twaalf Apostelenboom

De Twaalf Apostelenboom is de bijnaam van een meer dan 500 jaar oude linde naast het Klooster Ter Apel in het Groningse Ter Apel.

## Einde van de oude linde
In 2002 werden de takken ingekort om te zorgen dat de boom in leven zou blijven.
In de nacht van 28 op 29 december 2007 woei de boom om. Op dat moment was deze al ernstig ziek.
Enthout van de oude boom is gebruikt om nieuwe lindes te kweken. Deze zijn geplant op de plaats waar eerste de oude linde stond. De oude boom was een habitat voor vleermuizen en de bonte vliegenvanger.

## Herkomst van de naam
De naam verwijst naar de vermeende plantwijze van de boom. Een Twaalf Apostelenboom is een type beplanting waarbij het boomboeket uit twaalf bomen bestaat, een symbool voor de twaalf apostelen. Men treft dit soort bomen in de regel aan bij (al dan niet voormalige) kerken en kloosters. 

## Afbeeldingen

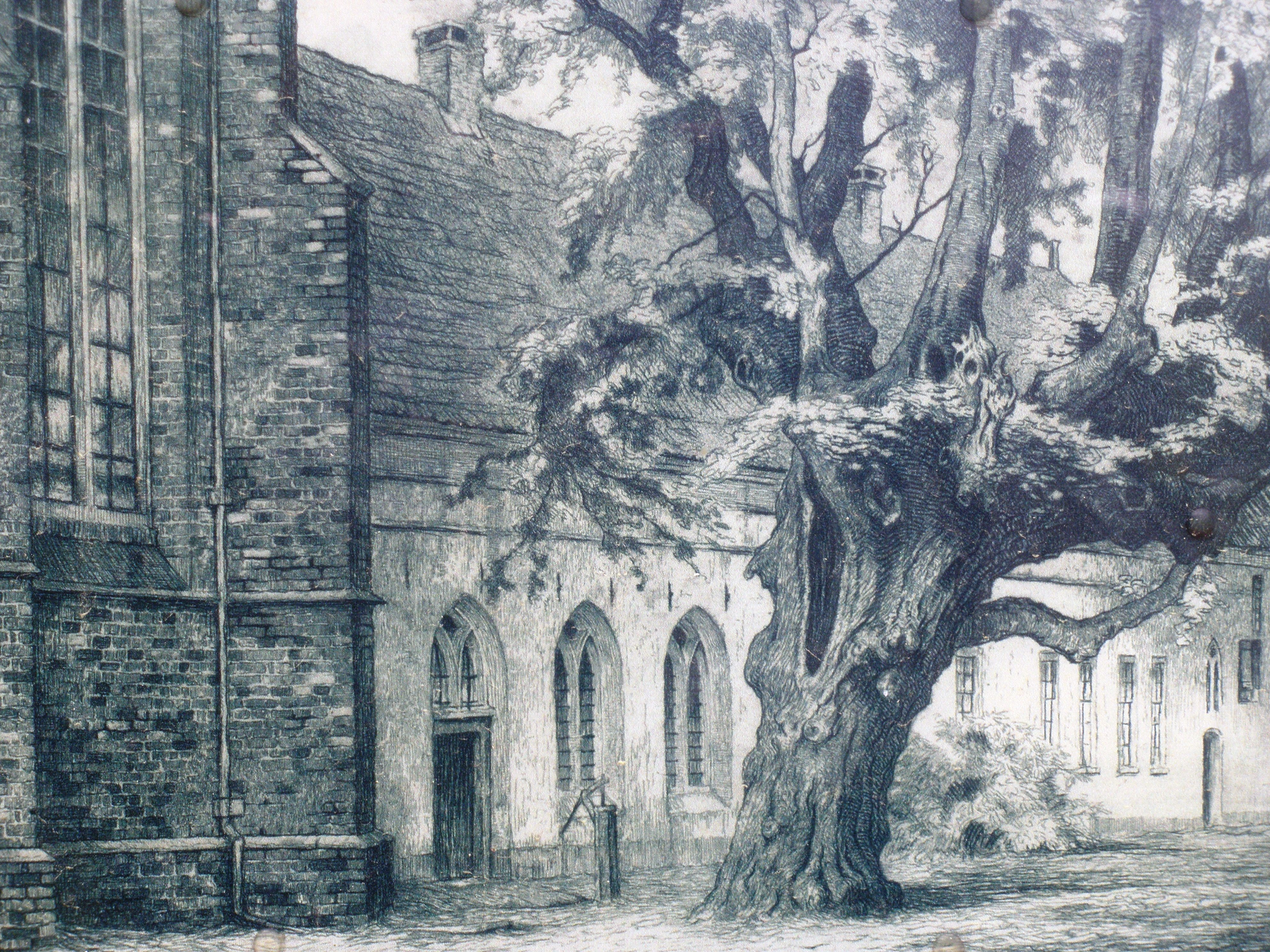
De boom op een prent uit 1903
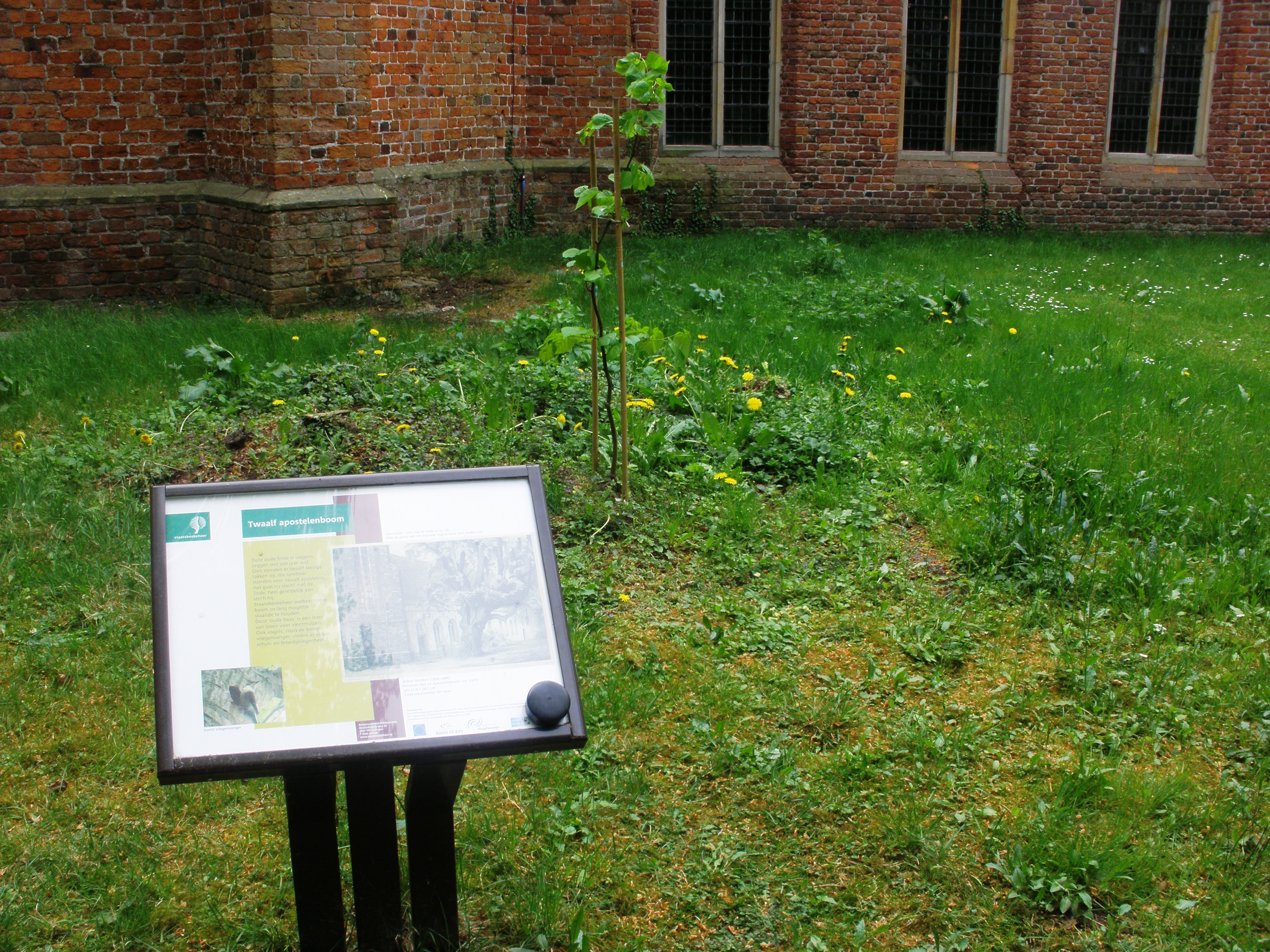
Nieuw boompje in 2011